# 第二号駆潜特務艇
第二号駆潜特務艇（だいにごうくせんとくむてい）は、日本海軍の特務艇（駆潜特務艇）。第一号型駆潜特務艇の2番艇。

## 艇歴
マル急計画の駆潜艇小（木造100トン型）、第500号艦型の2番艇、仮称艦名第501号艦として計画。
1941年12月24日、株式会社山西造船鉄工所で起工。1942年7月25日、第二号駆潜特務艇と命名されて第一号型駆潜特務艇の2番艇に定められ、本籍を横須賀鎮守府と仮定。8月5日、進水。1943年1月31日、船体概成により山西造船鉄工所から横須賀海軍工廠へ引き渡し。3月15日竣工し、本籍を横須賀鎮守府に、所属を横須賀防備戦隊横須賀防備隊にそれぞれ定められる。27日、軍隊区分横須賀鎮守府海面防備部隊東京湾部隊第二哨戒隊に配置。
4月5日、軍隊区分横須賀鎮守府海面防備部隊南三陸部隊に配置。同日、長浦を出港し女川へ向かう。女川到着後は女川、金華山沖での船団護衛、対潜掃蕩、哨戒等に従事。
5月1日、軍隊区分横須賀鎮守府海面防備部隊第二駆潜艇隊に配置され、第8号駆潜特務艇と同隊第二小隊を編成。同日女川を出港し、対潜掃蕩と船団護衛を行いつつ長浦へ向かう。以後第8号駆潜特務艇とは、同艇の沈没まで多くの行動をともにすることになる。7日から17日まで、横須賀海軍工廠第三船渠に入渠。出渠後は駿河湾の哨区で行動。
6月1日、横須賀防備隊から削除され、第一南遣艦隊第十特別根拠地隊に編入。同月内地を出発してシンガポールへ向かう。7月31日現在、軍隊区分昭南根拠地部隊に配置。8月シンガポール着。シンガポール到着後はシンガポールとペナンを主な出撃地として東はミリ、西はメルギー諸島に至る範囲で船団護衛、対潜掃蕩、哨戒等に従事。
11月4日から18日まで彼南警備部隊作戦指揮下に編入され、クアラルンプール-メダン付近で対潜掃蕩に従事。
1944年2月2日から28日まで、ペナンで機械の修理を行う。6月20日、第十五根拠地隊作戦指揮下に編入。
10月1日現在、特務艇長職務執行者は第十特別根拠地隊司令部附 佐藤直治海軍中尉。10月5日、敷設作業のためペナンを出撃。10月6日、ペナン西方北緯4度20分 東経98度24分 / 北緯4.333度 東経98.400度の地点で、浮上したイギリス潜水艦タリホー (HMS Tally-Ho, P317) と交戦し、被弾して搭載爆雷の誘爆により沈没した。本艇の救援のため第9号駆潜艇と第55号駆潜特務艇が派遣された。第2号駆潜特務艇は戦死行方不明あわせて26名を出し、第55号駆潜特務艇が佐藤中尉以下の生存者12名と戦死者1名を収容した。
1947年5月3日、第2号駆潜特務艇は海軍編制の廃止に伴い除籍された。